# キルヒェン (ジーク)
キルヒェン (ジーク) (独: Kirchen (Sieg))はドイツ連邦共和国 ラインラント＝プファルツ州北部のアルテンキルヒェン郡にある市。ジーク川沿いにあり、ジーゲンの南西約12kmに位置する。
キルヒェン連合自治体 (独: Verbandsgemeinde Kirchen (Sieg)) の行政庁所在地でもある。